# فيليبي دا سيلفا
فيليبي دا سيلفا (بالفرنسية: Philippe da Silva)‏ مواليد 30 نوفمبر 1979 في غيمارايس، هو لاعب كرة سلة برتغالي. بدأ مسيرته الاحترافية في سنة 1997. يبلغ طوله 6 قدم 4 بوصة (1.9 م). لعب مع نادي ماديرا لكرة السلة في الدوري البرتغالي لكرة السلة ولعب في فرنسا.

## روابط خارجية
- فيليبي دا سيلفا على موقع الاتحاد الدولي لكرة السلة (الإنجليزية)
- فيليبي دا سيلفا على موقع كرة السلة الأوروبية.كوم (الإنجليزية)
- فيليبي دا سيلفا على موقع ريلجم (الإنجليزية)
- فيليبي دا سيلفا على موقع بروبوليرز (الإنجليزية)
- فيليبي دا سيلفا على موقع سبورتس رفرنس (الإنجليزية)